# Revista de las Españas
La Revista de las Españas fue una revista editada en Madrid entre 1926 y 1936, de vocación americanista.

## Historia
Vinculada a la Unión Ibero-Americana, su primer número aparecería en junio de 1926, durante la dictadura de Primo de Rivera, reemplazando al boletín homónimo de la organización, Unión Iberoamericana.
En ella participaron autores como Ernesto Giménez Caballero (que se hizo cargo durante los diez años que duró la publicación de la sección «Revista Literaria Ibérica»), Manuel Abril, Miguel Pérez Ferrero, Lorenzo Luzuriaga, José Joaquín Sanchís y Zabalza, Andrés Pando, Guillermo de Torre, Benjamín Jarnés, Francisco Carmona Nenclares, Emma Calderón y de Gálvez, José María de Acosta, Niceto Alcalá Zamora, Dámaso Alonso, Rafael Altamira, Luis Araujo Costa, César Arconada, Miguel Barros Castro, Américo Castro, Roberto Castrovido, Ramón Gómez de la Serna, Ramiro de Maeztu, Teófilo Ortega, Gustavo Pittaluga, José María Salaverría o Ramón Pérez de Ayala, entre otros muchos. Su último número correspondería a marzo de 1936.